# Andrea Dallavalle
Andrea Dallavalle (Piacenza, 31 ottobre 1999) è un triplista italiano, campione europeo under 23 a Tallinn 2021 e medaglia d'argento europea a Monaco di Baviera 2022.
Detiene le migliori prestazioni italiane under 20 e under 23 del salto triplo, rispettivamente con 16,87 m e 17,35 m.

## Biografia
Ha iniziato a praticare l'atletica leggera nel 2005, all'età di sei anni (categoria Esordienti), presso l'Atletica Piacenza, per poi passare nel 2018 tra le file delle Fiamme Gialle.
Nel 2016 ha stabilito ad Ancona la migliore prestazione italiana under 18 del salto triplo indoor con la misura di 15,70 m.
Nel salto triplo vanta quattro medaglie in competizioni internazionali giovanili: un oro e un bronzo agli Europei under 23 (Tallinn 2021 e Gävle 2019), un argento agli Europei under 20  (Grosseto 2017) e un argento agli Europei under 18 (Tbilisi 2016).
Nel 2020 ha conquistato a Padova il suo primo titolo di campione italiano assoluto con la misura di 16,79 m, battendo il rivale Tobia Bocchi.
Il 12 giugno 2021, in occasione dei campionati italiani juniores e promesse a Grosseto, ha stabilito la migliore prestazione italiana under 23 della specialità con la misura di 17,35 m, migliorando di 15 centimetri il precedente primato detenuto da Daniele Greco. Con questa misura è diventato anche il quarto italiano di sempre nella specialità, alle spalle di Fabrizio Donato (17,60 m), Daniele Greco (17,47 m) e Paolo Camossi (17,45 m). Il risultato gli ha inoltre consentito di qualificarsi per i Giochi olimpici di Tokyo 2020, rinviati di un anno a causa della pandemia di COVID-19.
Ai Giochi di Tokyo 2020 ha raggiunto a 21 anni la sua prima finale olimpica, insieme al connazionale Emmanuel Ihemeje, terminando la gara al nono posto dopo tre salti con la misura di 16,85 m, dopo essersi qualificato per la finale con un salto di 16,99 m.
L'anno seguente ha gareggiato ai campionati mondiali di Oregon 2022, conquistando il quarto posto con la misura di 17,25 m (sua terza migliore prestazione in carriera) e rimanendo fuori dal podio per 6 centimetri, con due salti ancillari di 17,16 m e 17,12 m. Agli europei di Monaco di Baviera dello stesso anno, invece, conquista la medaglia d'argento con la misura di 17,04 metri, piazzandosi alle spalle solamente del portoghese Pedro Pichardo.
Dopo alcuni anni difficili a livello internazionale, nel 2025 sale sul terzo gradino del podio agli europei indoor di Apeldoorn.

## Record nazionali
Promesse (under 23)
- Salto triplo: 17,35 m (+1,7 m/s) ( Grosseto, 12 giugno 2021)

Juniores (under 20)
- Salto triplo: 16,87 m (+0,5 m/s) ( Grosseto, 23 luglio 2017)
- Salto triplo indoor: 16,38 m ( Ancona, 4 febbraio 2018)

Allievi (under 18)
- Salto triplo indoor: 15,70 m ( Ancona, 14 febbraio 2016)

## Progressione

### Salto triplo
| Stagione | Misura  | Luogo         | Data      | Rank. Mond. |
| -------- | ------- | ------------- | --------- | ----------- |
| 2023     | 16,90 m | Roma          | 11-6-2024 |             |
| 2023     | 16,61 m | Rovereto      | 6-9-2023  |             |
| 2022     | 17,28 m | Rieti         | 25-6-2022 | 5º          |
| 2021     | 17,35 m | Grosseto      | 12-6-2021 | 7º          |
| 2020     | 16,79 m | Padova        | 30-8-2020 | 19º         |
| 2019     | 16,95 m | Gävle         | 14-7-2019 | 35º         |
| 2018     | 16,23 m | Pescara       | 9-9-2018  | 133º        |
| 2017     | 16,87 m | Grosseto      | 23-7-2017 | 34º         |
| 2016     | 15,81 m | Caorle        | 10-9-2016 |             |
| 2015     | 15,15 m | Montecassiano | 3-10-2015 |             |

### Salto triplo indoor
| Stagione | Misura  | Luogo  | Data      | Rank. Mond. |
| -------- | ------- | ------ | --------- | ----------- |
| 2024/25  | 17,36 m | Ancona | 23-2-2025 |             |
| 2022/23  | 16,76 m | Modena | 5-2-2023  |             |
| 2019/20  | 16,61 m | Ancona | 9-2-2020  |             |
| 2017/18  | 16,38 m | Ancona | 4-2-2018  |             |
| 2015/16  | 15,70 m | Ancona | 14-2-2016 |             |
| 2014/15  | 15,19 m | Ancona | 15-2-2015 |             |

## Palmarès
| Anno | Manifestazione          | Sede      | Evento       | Risultato | Prestazione | Note                                     |
| ---- | ----------------------- | --------- | ------------ | --------- | ----------- | ---------------------------------------- |
| 2016 | Europei U18             | Tbilisi   | Salto triplo | Argento   | 15,74 m     | Miglior prestazione personale            |
| 2017 | Europei U20             | Grosseto  | Salto triplo | Argento   | 16,87 m     | Miglior prestazione nazionale under 20   |
| 2019 | Europei U23             | Gävle     | Salto triplo | Bronzo    | 16,95 m     | Miglior prestazione personale            |
| 2019 | Mondiali                | Doha      | Salto triplo | 32º (q)   | 15,09 m     |                                          |
| 2021 | Europei U23             | Tallinn   | Salto triplo | Oro       | 17,05 m     |                                          |
| 2021 | Giochi olimpici         | Tokyo     | Salto triplo | 9º        | 16,85 m     | [ 5 ]                                    |
| 2022 | Giochi del Mediterraneo | Orano     | Salto triplo | 5º        | 16,44 m     |                                          |
| 2022 | Mondiali                | Eugene    | Salto triplo | 4º        | 17,25 m     |                                          |
| 2022 | Europei                 | Monaco    | Salto triplo | Argento   | 17,04 m     |                                          |
| 2024 | Europei                 | Roma      | Salto triplo | 8º        | 16,90 m     | Miglior prestazione personale stagionale |
| 2024 | Giochi olimpici         | Parigi    | Salto triplo | 19º (q)   | 16,65 m     |                                          |
| 2025 | Europei indoor          | Apeldoorn | Salto triplo | Bronzo    | 17,19 m     |                                          |

## Campionati nazionali
- 3 volte campione nazionale assoluto del salto triplo (2020, 2022, 2024)
- 1 volta campione italiano assoluto indoor del salto triplo (2025)

2015
- Oro ai campionati italiani allievi indoor (Ancona), salto triplo - 15,19 m

2016
- Oro ai campionati italiani allievi indoor (Ancona), salto triplo - 15,70 m
- Oro ai campionati italiani allievi (Jesolo), salto triplo - 15,60 m

2017
- Oro ai campionati italiani juniores (Firenze), salto triplo - 16,46 m
- 6º ai campionati italiani assoluti (Trieste), salto triplo - 16,03 m

2018
- Oro ai campionati italiani juniores indoor (Ancona), salto triplo - 16,38 m
- 5º ai campionati italiani assoluti (Pescara), salto triplo - 16,23 m

2019
- 5º ai campionati italiani assoluti (Bressanone), salto triplo - 16,24 m

2020
- Oro ai campionati italiani promesse indoor (Ancona), salto triplo - 16,61 m
- Argento ai campionati italiani assoluti indoor (Ancona), salto triplo - 16,53 m
- Oro ai campionati italiani assoluti (Padova), salto triplo - 16,79 m
- Oro ai campionati italiani promesse (Grosseto), salto triplo - 16,72 m

2021
- Oro ai campionati italiani promesse (Grosseto), salto triplo - 17,35 m

2022
- Oro ai campionati italiani promesse (Grosseto), salto triplo - 17,25 m
- Oro ai campionati italiani assoluti (Rieti), salto triplo - 17,28 m

2023
- Bronzo ai campionati italiani assoluti (Molfetta), salto triplo - 16,52 m

2024
- Oro ai campionati italiani assoluti (La Spezia), salto triplo - 16,77 m

2025
- Oro ai campionati italiani assoluti indoor, salto triplo - 17,36 m

## Altre competizioni internazionali
2021
- 5º al Prefontaine Classic ( Eugene), salto triplo - 16,80 m w